# Liste des ambassadeurs du Royaume-Uni au Yémen
L'ambassadeur du Royaume-Uni en république du Yémen est le principal représentant diplomatique du Royaume-Uni au Yémen et le chef de la mission diplomatique britannique à Sanaa.
Les opérations à l'ambassade britannique à Sanaa ont été temporairement suspendues le 11 février 2015 en raison de la détérioration de la situation sécuritaire qui a précédé la guerre civile au Yémen. L'ambassadeur et son équipe sont actuellement basés en Arabie saoudite et en Jordanie.

## Ambassadeurs

### Ambassadeurs en république démocratique populaire du Yémen (South Yemen)
- 1970–1972 : Arthur Kellas[2]
- 1972–1975 : Granville Ramage[3]
- 1975–1983 : Pas d'ambassadeur
- 1983–1985 : Peter Keegan Williams[4]
- 1986–1989 : Arthur Marshall[5]
- 1989–1990 : Douglas Gordon[6]

### Ambassadeurs en république arabe du Yémen (North Yemen)
- 1971–1973 : Michael Edes[7]
- 1973–1976 : Derrick Carden[8]
- 1977–1978 : Benjamin Strachan[9]
- 1979–1984 : Julian Walker[10]
- 1984–1987 : David Tatham[11]
- 1987–1990 : Mark Marshall[12]

### Ambassadeurs en république du Yémen
- 1990–1993 : Mark Marshall[12]
- 1993–1995 : Douglas Gordon[6]
- 1995–1997 : Douglas Scrafton[13]
- 1997–2001 : Victor Henderson[14]
- 2001–2004 : Frances Guy[15]
- 2004–2007 : Michael Gifford[16]
- 2007–2010 : Timothy Torlot[17]
- 2010–2011 : Jonathan Wilks[18]
- 2012–2013 : Nicholas Hopton[19]
- 2013–2015 : Jane Marriott[19]
- 2015–2017 : Edmund Fitton-Brown[20]
- 2017–présent : Simon Shercliff[21],[22]